# ビッグ・カントリー
ビッグ・カントリー（Big Country）は、スコットランドで結成されたロックバンドである。1980年代から1990年代に活躍した。
1983年のシングル「In A Big Country」は世界的にヒットし、続くファースト・アルバム『インナ・ビッグ・カントリー』は英国、カナダ、アメリカの3カ国でゴールドディスク以上を記録し100万枚以上を売り上げた。
2000年にバンドは解散、2001年には中心メンバーであったスチュアート・アダムソンが自殺したが、2007年にはアダムソン以外のオリジナル・メンバー3人により再結成された。

## 来歴
1981年、ザ・スキッズを脱退したスチュアート・アダムソン（ボーカル、ギター）と、古くからの友人ブルース・ワトソン（ギター）がピート、アランのウィシャート兄弟とともにランリグを結成。アリス・クーパーの前座などを務める。ウィシャート兄弟が脱退し、元オン・ジ・エアーのトニー・バトラー（ベース）と、マーク・ブレゼジッキー（ドラム）が加入、バンド名をビッグ・カントリーに決定。
1982年、クリス・トーマスをプロデューサーに迎えて、デビュー・シングル「ハーヴェスト・ホーム」をリリースしたが不発。そのため同じくトーマスのプロデュースで行っていたアルバムのレコーディングを中断し、プロデューサーをスティーヴ・リリーホワイトに代えてレコーディングを再開した。
1983年、スティーヴ・リリーホワイトのプロデュースによりセカンド・シングル「フィールズ・オブ・ファイヤー」をリリース。全英10位を記録した。その後、サード・シングル「インナ・ビッグ・カントリー」をリリースした。この「インナ・ビッグ・カントリー」は全米17位、全英17位という好記録を残した。そして日本でも大ヒットし、当時、柳ジョージがカバーしたほどだった。また、8月にはファースト・アルバム『インナ・ビッグ・カントリー（The Crossing）』をリリースした。全米チャート18位、全英チャート3位にランクインされるなど早くも人気バンドになった。そして同年12月にはアルバム未収録のシングル「ワンダーランド」をリリース。
1984年、セカンド・アルバム『スティールタウン〜ビッグ・カントリーⅡ』をリリース。初の全英１位を獲得し、大ヒットアルバムとなった。この年初来日公演を行った。
1986年、ロビン・ミラーのプロデュースでサード・アルバム『ザ・シーア』をリリース。ケイト・ブッシュなどをゲストに迎えたこの作品は全英5位にランクイン。
1988年、オーストリア人ピーター・ウルフをプロデューサーに迎えたアルバム『ピース・イン・アワー・タイム』をリリース。このアルバムはこれまでのアルバムとは異なり、アメリカのマーケットを強く意識した作品となっている。このアルバムから「キング・オブ・エモーション」という全英13位のヒットも生まれた。
1990年、ドラマーのマーク・ブレゼジッキーが脱退。しかし、「セイヴ・ミー」、「ハート・オブ・ザ・ワールド」という2枚のシングルを出して健在ぶりをアピールした。また、初のベスト盤『グレイテスト・ヒッツ（Through A Big Country Greatest Hits）』もリリースし、全英2位にランクインされた。そして同年の9月にはアルバム『ノー・プレイス・ライク・ホーム』をリリース。前作のアメリカンサウンドと初期のケルト風サウンドをうまく融合させた作品となった。
1993年、アルバム『バッファロー・スキナーズ』をリリース。アディショナル・ドラマーとしてサイモン・フィリップスが参加している。
1995年、マーク・ブレゼジッキー復帰。アルバム『ホワイ・ザ・ロング・フェイス』リリース。
1999年、アルバム『ドライヴィング・トゥ・ダマスカス』リリース。しかしチャートでは苦戦し、アダムソンは失望する。同年暮れ、アダムソンは休息が必要だとして公の場から姿を消す。
2000年、アダムソンも復帰してフェアウェル・ツアーを敢行し、グループは解散。ブルース・ワトソンとマーク・ブレゼジッキーはカスバ・クラブに加入。トニー・バトラーはソロ活動に入る。
2001年11月、アダムソンが再び失踪。2001年12月16日、ホノルルのベスト・ウエスタン・プラザ・ホテルの部屋で死体で首を吊った状態で発見された。司法解剖の結果は窒息死。
アダムソン・メモリアル・コンサートは2002年1月にダンファームリンのカーネギー・ホールで開催された。5月にはバロウランドでトリビュート・コンサートが開催された。このコンサートにはビッグ・カントリーとザ・スキッズのメンバー、アダムソンの2人の子供、スティーヴ・ハーレー、ランリグのメンバー、サイモン・タウンゼント、ミッジ・ユーロ、ビル・ネルソンらが参加した。
2007年、オリジナル・メンバー3人で再結成。
2018年，34年ぶりの来日公演をビルボードライブ（東京・大阪）にて行った。

## ディスコグラフィ

### スタジオ・アルバム
- 『インナ・ビッグ・カントリー』 - The Crossing（1983年）
- 『スティールタウン〜ビッグ・カントリーⅡ』 - Steeltown （1984年）
- 『ザ・シーア』 - The Seer （1986年）
- 『ピース・イン・アワー・タイム』 - Peace in Our Time （1988年）
- 『ノー・プレイス・ライク・ホーム』 - No Place Like Home （1991年）
- 『バッファロー・スキナーズ』 - The Buffalo Skinners （1993年）
- 『ホワイ・ザ・ロング・フェイス』 - Why the Long Face （1995年）
- 『ドライヴィング・トゥ・ダマスカス』 - Driving to Damascus （1999年)
- The Journey （2013年）